# Michelangelo Antonioni
Michelangelo Antonioni [mikeˈland͡ʒelo antoˈɲoːni] est un réalisateur, scénariste, monteur, producteur de cinéma, peintre, poète et écrivain italien né le 29 septembre 1912 à Ferrare en Émilie-Romagne et mort le 30 juillet 2007 à Rome,.
Auteur de référence du cinéma moderne dès ses débuts en 1950 avec Chronique d'un amour, un film qui « marque la fin du néoréalisme et la naissance d'une nouvelle ère du cinéma italien », Antonioni a écrit certaines des pages les plus intenses et les plus profondes du cinéma des années 1960 et 1970, en particulier grâce à sa célèbre « trilogie de l'incommunicabilité », composée des trois films en noir et blanc L'avventura (1960), La Nuit (1961) et L'Éclipse (1962), mettant tous trois en vedette la jeune Monica Vitti, à l'époque la compagne d'Antonioni. Considéré comme l'auteur des premières œuvres cinématographiques qui traitent des thèmes modernes de l'incommunicabilité, de l'aliénation et du malaise existentiel, Antonioni a réussi à « renouveler la dramaturgie cinématographique » et à créer une forte « perplexité » parmi le public et la critique, qui ont accueilli ces œuvres « formellement très novatrices » de manière « contrastée ».
Il a obtenu de nombreuses récompenses, dont l'Oscar d'honneur en 1995 et le Lion d'or pour l'ensemble de sa carrière à la Mostra de Venise 1997. Il est un des rares réalisateurs, avec Robert Altman, Henri-Georges Clouzot, Jean-Luc Godard et Jafar Panahi, à avoir remporté les trois plus hautes récompenses des principaux festivals européens que sont Cannes, Berlin et Venise.

## Biographie

### Enfance et formation
Michelangelo Antonioni est né à Ferrare, dans une famille de petite bourgeoisie, d'Ismaele Antonioni, un ancien cheminot devenu propriétaire terrien, et d'Elisabetta Roncagli, une ancienne ouvrière d'usine. Il a une enfance heureuse et se passionne très jeune pour la musique et le dessin. Violoniste précoce, il donne son premier concert à neuf ans. Toutefois, son besoin de création ne le prédispose guère au métier d'interprète des classiques. En revanche, la peinture et le dessin seront des activités qu'il continuera d'exercer tout au long de sa vie. À Ferrare, il ne fréquente pas le liceo, dont les élèves, très souvent issus des classes bourgeoises aisées, se destinent à des études supérieures, mais un lycée technique. Il pratique en outre le tennis, au club de Marfisa à Ferrare, où il côtoie la jeunesse dorée et, en particulier, son ami, le romancier Giorgio Bassani. Après son baccalauréat, il s'inscrit à la faculté d'économie et de commerce de Bologne, où il obtient un diplôme. « Le complexe de ne jamais avoir suivi d'études littéraires m'est toujours resté », avouait Antonioni.

### Les débuts au cinéma
Attiré par le théâtre, il devient ensuite un cinéphile passionné et pratique, entre 1936 et 1940, la critique de films dans un journal de Ferrare, Corriere padano. Il quitte alors sa ville natale pour Rome et participe, bientôt, à la rédaction de Cinema, dirigée par Vittorio Mussolini, le fils de Benito Mussolini. Il y publie notamment un des premiers articles sur l'esthétique de la télévision. « Au moment où Antonioni y débute, les germes du néoréalisme n'étaient pas encore éclos. Les jeunes théoriciens de ce mouvement (parmi lesquels Giuseppe De Santis, Carlo Lizzani, Antonio Pietrangeli…) ne devaient débarquer dans l'équipe de rédaction qu'entre 1941 et 1943. » À la suite d'un différend, il est contraint de quitter la revue et c'est, à ce moment-là, qu'il entame une brève formation de cinéaste en intégrant les cours du Centro sperimentale di cinematografia de Rome. Là, il noue une solide amitié avec l'enseignant Francesco Pasinetti, auteur de la première histoire du cinéma italien. Il épouse d'ailleurs la belle-sœur de ce dernier, Letizia Balboni, alors étudiante au Centro sperimentale. Appelé sous les drapeaux au service des transmissions entre 1942 et 1943, il collabore au scénario d'Un pilote revient de Roberto Rossellini. Ensuite, mettant à profit deux permissions exceptionnelles, il devient assistant sur deux films, Dans les catacombes de Venise (1942) d'Enrico Fulchignoni et Les Visiteurs du soir (1942) de Marcel Carné.

### Premiers documentaires et premiers longs métrages

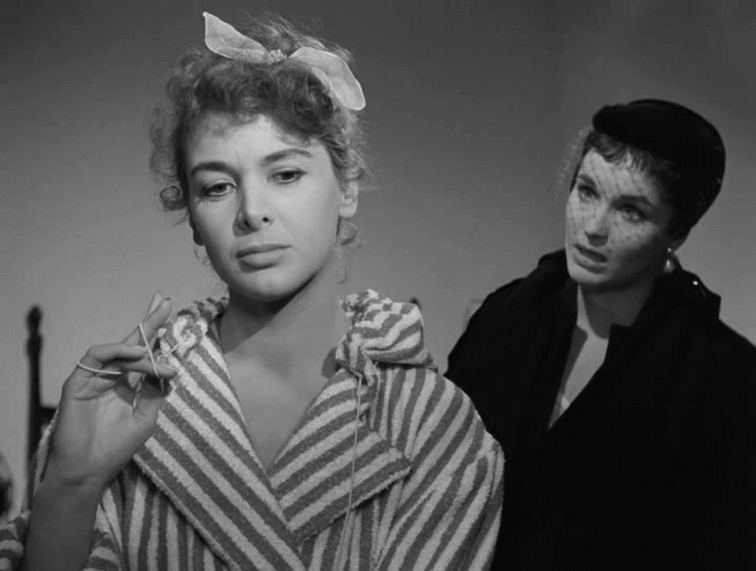
Yvonne Furneaux et Eleonora Rossi Drago dans Femmes entre elles (1955).

L'époque n'offrant guère de perspectives pour un cinéma de création, Antonioni préfère réaliser des documentaires : en 1943, il obtient le soutien financier de l'Institut Luce, organisme gouvernemental chargé de subventionner les films pédagogiques, pour réaliser son premier documentaire d'une durée de 11 minutes, Les Gens du Pô (it), relatant la vie des populations déshéritées de la plaine du Pô, dont le cours arrose sa ville natale, Ferrare. « Curieuse et célèbre coïncidence : à quelques kilomètres à peine de l'endroit où il tourne son documentaire, Luchino Visconti tourne le premier film néoréaliste, inspiré d'un roman américain, Le facteur sonne toujours deux fois, de James Cain, Ossessione (1943) ». Deux ans plus tard, c'est avec Visconti lui-même qu'il coécrira deux scénarios non réalisés : Furore et Il Processo di Maria Tarnovska. En 1948, il collabore au scénario de Chasse tragique, premier film de Giuseppe De Santis, qu'il a connu à la rédaction de la revue Cinema. 
C'est en 1950 qu'il parvient enfin à réaliser son premier long métrage : Chronique d'un amour. Une œuvre déjà très personnelle dans laquelle il décrit l'histoire d'un adultère se déroulant dans le monde de la haute bourgeoisie industrielle de Lombardie. Le choix de la description de la crise d'un couple torride, représentatif d'une certaine société bourgeoise d'après-guerre, marque une distanciation des « scénarios populistes et paupéristes » du néo-réalisme pour approcher un monde ayant échappé aux caméras des années 1940.
Dans les années qui suivent, il réalise trois longs métrages bien accueillis par la critique mais moins appréciés du grand public : Les Vaincus (1953), sur la violence dans la jeunesse ; La Dame sans camélia (1953), sur les mécanismes tortueux du vedettariat dans le monde du cinéma ; Femmes entre elles (1955), un film adapté du roman Entre femmes seules (it) (Tra donne sole) de l'écrivain turinois Cesare Pavese. Avec le Cri (1957), il tente de dépasser les styles et les thèmes de ses œuvres précédentes pour se concentrer sur l'individu, sur ses crises existentielles, sur sa vie dans une société qui lui semble étrangère. L'échec commercial du film a contraint le réalisateur à collaborer de manière plus ou moins anonyme pour les films d'autres cinéastes. Mais ce sera aussi l'occasion pour lui de revenir à une passion de sa jeunesse, le théâtre.

« Chronique d'un amour m'avait séduit, mais ce n'était pas le coup de foudre ; je n'avais pas vu la nouveauté dans la mise en scène, j'avais été frappé par l'aspect "roman noir américain". L'enthousiasme est venu en voyant le deuxième film, La Dame sans camélia. J'ai adoré Femmes entre elles, je suis retourné le voir le lendemain, puis Chronique d'un amour s'est mis en place d'une manière différente dans mon esprit et m'a semblé totalement "pavésien" »

— Alain Resnais

### Une courte parenthèse théâtrale
En 1957, traversant une crise artistique après l’échec du Cri en Italie, Antonioni se lance à corps perdu dans une aventure théâtrale aussi intense que brève. Il vient de rencontrer Monica Vitti pendant la post-production du Cri (elle était doubleuse) et il l’associe à la troupe qu’il monte avec de jeunes acteurs italiens prometteurs originaires de Rome et de Milan (notamment Giancarlo Sbragia et Virna Lisi au tout début de sa carrière). Antonioni prend la direction artistique de la troupe, dont il mettra en scène les deux premiers spectacles sur un programme de trois, deux traductions de l’anglais et une pièce écrite à quatre mains avec son scénariste de l’époque, Elio Bartolini, intitulée Scandales secrets. Des dissensions au sein de la troupe vont fragiliser cette aventure qui va ensuite être balayée par le succès international de L’avventura. L’écriture et la mise en scène de Scandales secrets demeurent toutefois la première collaboration entre Antonioni et Monica Vitti.

### La trilogie de l'incommunicabilité
« Après Le Cri, un film merveilleux, il y a eu L'avventura. J'ai été frappé dans ce film mythique par l'extraordinaire maîtrise de la disposition des acteurs par rapport aux décors (et vice versa). Antonioni a une façon singulière d'introduire les personnages à travers le paysage (et vice versa). Son utilisation de la profondeur de champ nous emprisonne comme des mouches dans une toile d'araignée. »

— Alain Resnais

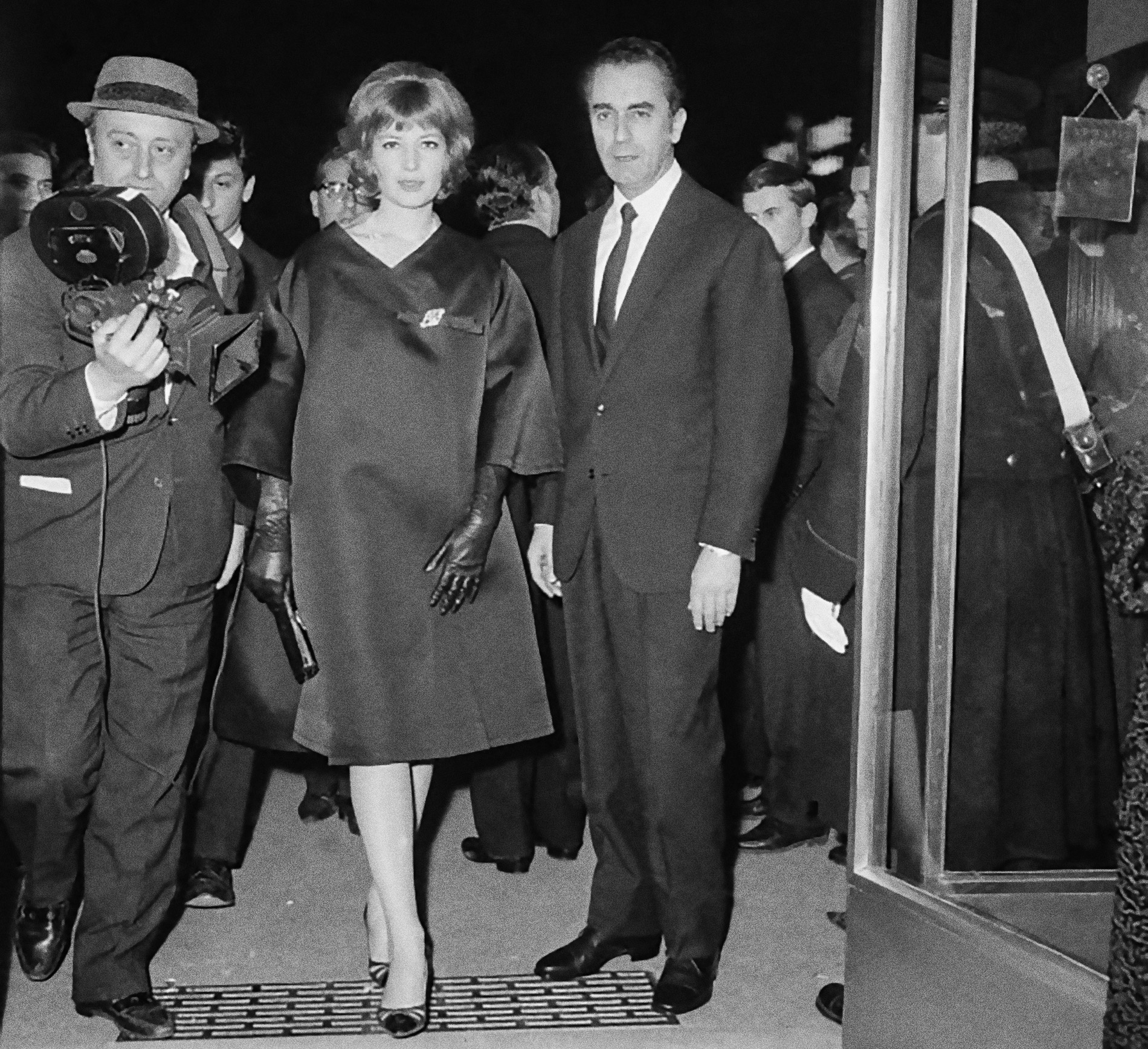
Monica Vitti et Michelangelo Antonioni aux Rubans d'argent 1962.

Il revient au cinéma avec sa célèbre trilogie composée de L'avventura, La Nuit et L'Éclipse et intitulée « trilogia dell'incomunicabilità » (litt. « trilogie de l'incommunicabilité ») voire « trilogia della malattia dei sentimenti » (litt. « Trilogie de la maladie des sentiments »).
Le premier épisode, L'avventura est présenté au festival de Cannes 1960. Au cours de la séance, le film est accueilli par des huées et des sifflets et fait l'objet de moqueries et bâillements d'ennui. « Pour nombre de critiques et de spectateurs, le non-respect des conventions du film policier — Antonioni décrit le film comme un giallo in rovescia (polar à l'envers) — est proprement inadmissible ». Dès le lendemain, cependant, 37 écrivains et artistes, parmi lesquels Roberto Rossellini et André Bazin, adressent à Antonioni une lettre ouverte soutenant son film et désapprouvant les réactions du public. L'avventura recevra, en définitive, le prix du jury pour sa « remarquable contribution à la recherche d'un nouveau langage cinématographique. ». En Italie, le film sort en octobre 1960 après avoir été saisi pendant quelques jours par la justice pour obscénité. Il enregistre en Italie 2 089 036 entrées et rapporte 338 423 835 lires, ce qui le place en 96e position au box-office Italie 1960-1961.
Pour Antonioni, l'actrice principale Monica Vitti était l'une des actrices les plus talentueuses qu'il ait jamais rencontrées, une personne « incroyablement mobile » et originale dans son jeu. Il a entretenu une relation amoureuse avec elle pendant huit ans, et ils ont tourné quatre films ensemble.
Dans La Nuit (1961), il dépeint la séparation mentale d'un couple de bourgeois mariés, Marcello Mastroianni et Jeanne Moreau, à Milan (le film s'ouvre sur le gratte-ciel Pirelli) ; l'action se déroule en un temps très court (un demi-week-end), et met en scène Mastroianni et le scénariste et écrivain Ennio Flaiano, dans une scène qui a été comparée à La dolce vita dans son expression du désespoir. À l'époque, Arbasino et Moravia ont souligné la négativité excessive du protagoniste, l'écrivain fictif Pontano. Le film reçoit l'Ours d'or et le prix Fipresci à la Berlinale 1961.
Dans L'Éclipse (1962), Antonioni met de nouveau en vedette Monica Vitti. Son personnage croit aimer un jeune homme extrêmement égoïste travaillant dans la finance (Alain Delon) ; l'histoire se termine par une séparation, qui est mise en scène avec des paysages et des objets désolés filmés dans le quartier de l'EUR. Les scènes prolongées de la Bourse de Rome, avec son agitation, ont été remarquées pour leur prouesse technique ; pour les réaliser, l'auteur a passé une vingtaine de jours à fréquenter et à filmer de nombreux opérateurs de marché, banquiers et courtiers. Le film sorti en avril 1962 enregistre 1 745 366 entrées en Italie en rapportant 296 712 263 lires italiennes. En France, le film enregistre 470 764 entrées. Il est inclus dans la liste des 100 films italiens à sauver.
Les thèmes et le style de son œuvre sont alors posés : recherches plastiques singulières, rigueur dans la composition des plans, sensation de durée, voire de vide et rupture avec les codes de la dramaturgie dominante (énigmes irrésolues, récits circulaires sans progression dramatique claire, protagonistes détachés de toute forme de quêtes ou d'actions logiques). Les personnages y sont généralement insaisissables et entretiennent des relations intimes troubles ou indéfinissables. Outre la solitude, la frustration, l'absence et l'égarement, la critique perçoit, dans ses films, le motif qu'elle nomme souvent à tort et à travers « incommunicabilité ».
Ces trois films ont fasciné l'Europe entière et ont traversé ses frontières. Entre 1955 et 1965, Antonioni est avec Federico Fellini à l'avant-garde du cinéma mondial. Les critiques ont pris ces trois films pour une trilogie, mais Antonioni a exprimé son désaccord, et préfère les réunir avec son film suivant Le Désert rouge (1964) dans une « tetralogia esistenziale » (litt. « tétralogie existentielle »). C'est son premier film en couleurs, visuellement très recherché et abstrait, avec une Monica Vitti indécise évoluant à travers des paysages inertes dans un état psychologique fragile. Comme l'a dit Antonioni lui-même en 1964 : « C'est mon film le moins autobiographique ; j'ai raconté une histoire comme si je la voyais se dérouler sous mes yeux ; s'il y a quelque chose d'autobiographique, c'est la couleur ; les couleurs m'ont toujours enthousiasmé ».

### Les films tournés en anglais
Après ces quatre films avec Monica Vitti, Antonioni se lance dans une aventure de dix ans à l'étranger et tourne trois longs métrages pour le producteur Carlo Ponti, en anglais et avec des acteurs principaux étrangers : Blow-Up (1966), Zabriskie Point (1970) et Profession : reporter (1975). Avec Blow-Up (qui sera également saisi par la justice pour obscénité en octobre 1967), son pessimisme angoissé se transforme en un rejet total de la réalité dans laquelle vit l'homme : il n'est plus capable d'établir une quelconque relation avec son environnement et même les certitudes les plus élémentaires sont remises en question. Le film, tourné à Londres en 1966, reçoit la Palme d'or au festival de Cannes 1967. Il aura une grande influence sur le cinéma, particulièrement Francis Ford Coppola avec Conversation secrète (1974), Dario Argento avec Les Frissons de l'angoisse (1975) ou Brian de Palma avec Blow Out (1981).
Dans la même veine, Zabriskie Point se concentre sur la contestation des jeunes libertaires aux États-Unis. Il développe, de manière plus spectaculaire qu'à l'accoutumée, une critique féroce de la société de consommation. Ne rencontrant pas le succès espéré, Antonioni part en Chine réaliser Chung Kuo, la Chine en 1972, un documentaire sur la révolution culturelle de plus de trois heures,, avant de revenir en Europe et Afrique avec Profession : reporter en 1975. Il s'agit d'une œuvre insolite du point de vue narratif et figuratif avec son long et célèbre plan séquence final. Elle traite de l'impénétrabilité de la réalité à travers un soudain changement d'identité du protagoniste.

### Retour en Italie

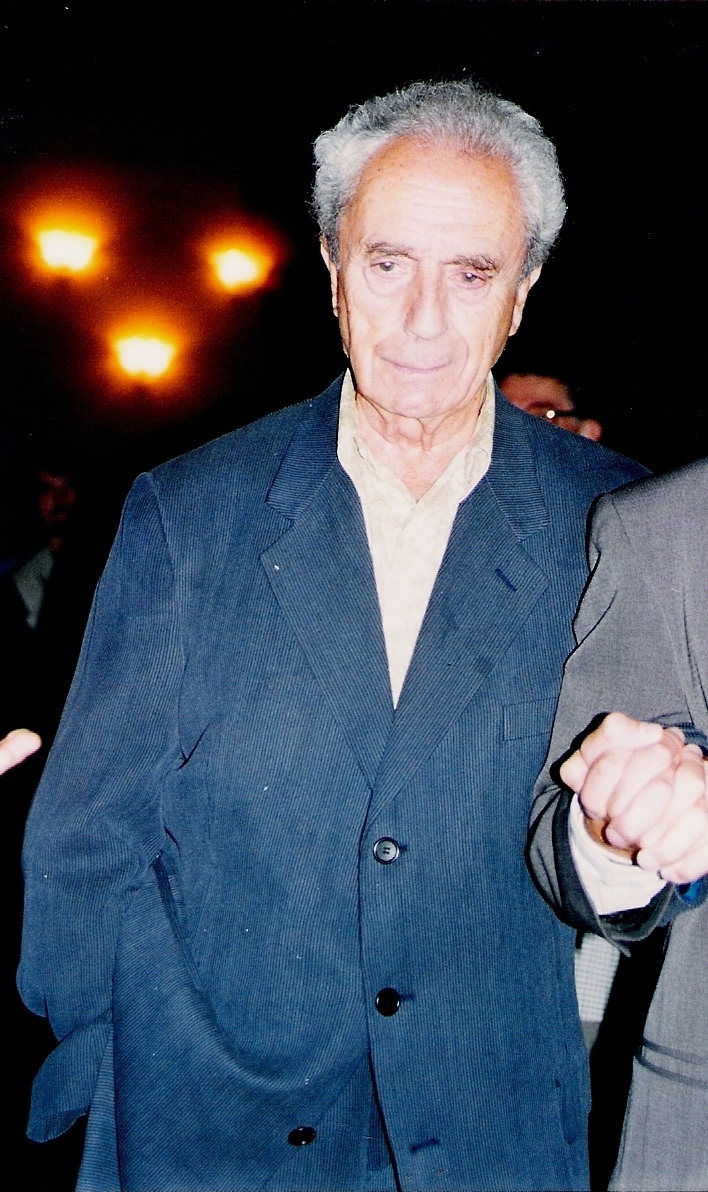
Michelangelo Antonioni

Rentrant ensuite en Italie après cinq ans de silence créatif, il revient à la réalisation avec un film expérimental pour la télévision, Le Mystère d'Oberwald, en 1980, tourné avec des moyens électroniques innovants et insolites. En 1982, il revient au cinéma proprement dit avec Identification d'une femme, où il met l'accent sur la crise sentimentale et comportementale plus que sur la crise existentielle. Après la réalisation de ce film, Antonioni, aidé par sa nouvelle compagne Enrica Fico (en) avec laquelle il se marie le 30 octobre 1986, se limite à la réalisation de quelques documentaires et accepte de réaliser le clip vidéo Fotoromanza pour la chanteuse rock italienne Gianna Nannini ainsi qu'une publicité pour la marque Renault. En revanche, le projet de porter à l'écran Sotto il vestito niente (it), un livre de Marco Parma (it) sur le monde de la mode, qui avait connu un grand succès dans ces années-là, tombe à l'eau ; la production confie alors la réalisation du film à Carlo Vanzina. Le film intitulé en français Où est passée Jessica sort en 1985.
Le 20 décembre 1985 (mais la nouvelle ne sera divulguée au public que le 4 février 1986), le réalisateur est frappé par un accident vasculaire cérébral qui le prive presque totalement de l'usage de la parole et le laisse paralysé du côté droit. En novembre 1986, Antonioni épouse Fico, avec qui il entretenait une relation amoureuse depuis 14 ans.
En 1988, le projet de son film La ciurma, une coproduction internationale qui aurait dû être tournée à Miami et au Mexique avec Matt Dillon comme protagoniste, est définitivement annulé après une gestation de plusieurs années,.
Michelangelo Antonioni n'est réapparu en public que le 22 mai 1989 au Festival de Cannes pour présenter des œuvres anciennes et inédites.

### Dernières œuvres et mort

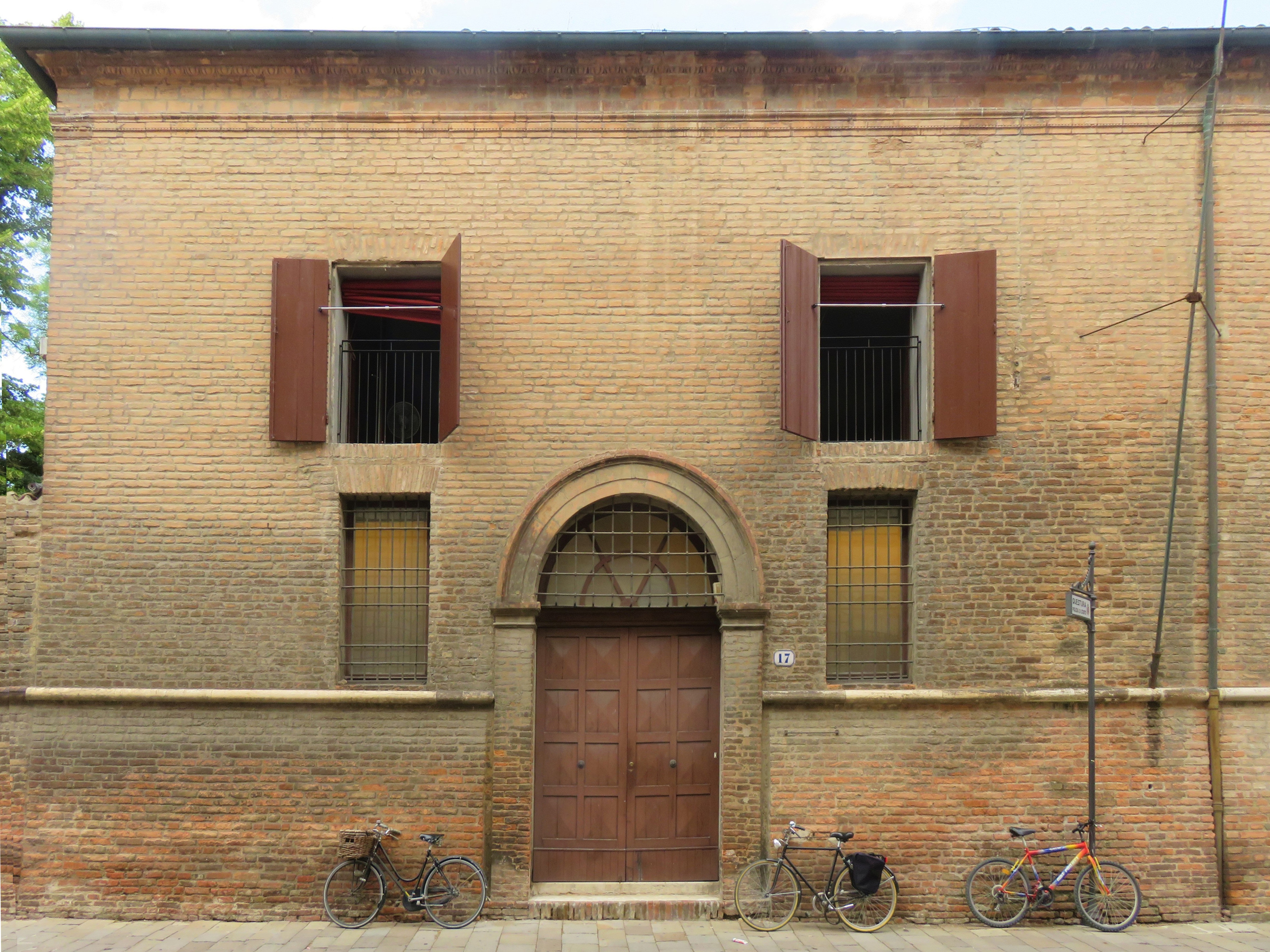
L'ex- à Ferrare en 2018.

En 1995, l'année même où il reçoit un Oscar d'honneur tardif, il revient après plus de douze ans derrière la caméra, assisté dans la mise en scène par Wim Wenders, son grand admirateur, avec le film Par-delà les nuages. Il y traduit en images certaines histoires de son propre ouvrage Rien que des mensonges (Quel bowling sul Tevere). La même année est inauguré à Ferrare, la ville natale du réalisateur, le musée Michelangelo Antonioni (it). Ce musée du cinéma présente certaines des œuvres et des documents ayant appartenu au maestro. Il se destinait à être le lieu culturel de référence pour la diffusion de son œuvre, mais après diverses vicissitudes dues à la petite taille de la collection et aux conditions précaires du bâtiment, la municipalité de Ferrare a décidé de le fermer définitivement en 2006.
Parmi les différents projets qui ne se sont pas concrétisés, Destinazione Verna, un film de science-fiction mettant en vedette Sophia Loren, Jack Nicholson et Naomi Campbell, est également tombé à l'eau en 1999. En 2004, le court métrage Il filo pericoloso delle cose, adapté d'un autre chapitre de son ouvrage Rien que des mensonges, sera inclus, avec deux autres courts métrages de Steven Soderbergh et Wong Kar-wai, dans le film à sketches Eros ; il restera la dernière œuvre du réalisateur ferrarais pour le grand écran.
La même année, il réalise son dernier documentaire, Le Regard de Michelangelo (it) (Lo sguardo di Michelangelo), un film sur la restauration visant à rétablir l'aspect et l'éclairage d'origine du Tombeau de Jules II ainsi que du Moïse de Michel-Ange dans la basilique Saint-Pierre-aux-Liens. Le film peut être considéré comme une synthèse poétique de sa vision du cinéma. Désormais extrêmement limité par la maladie dans sa capacité à communiquer, il se consacre à la peinture dans ses dernières années, participant à plusieurs expositions. Il est décédé à l'âge de 94 ans le 30 juillet 2007 à son domicile à Rome, assisté de sa femme, le même jour que le réalisateur suédois Ingmar Bergman. Il est enterré, selon sa volonté expresse, dans le cimetière monumental de la Chartreuse de Ferrare.

## Style
Michelangelo Antonioni est selon le critique José Moure un « cinéaste de l'évidement ». Les lieux, les personnages et la narration avancent, au cours de ses œuvres, vers l'absence, l'abandon et la désaffection. Cela va de la plaine vide du Pô dans Gens du Pô, au désert de Zabriskie Point et de Profession : reporter, en passant par la banlieue délabrée de La Nuit et le parc vide de Blow-Up. C'est vrai également pour la musique. Interviewé par Alberto Ongaro en 1975, à propos de Profession : reporter, il confie : " 'Un espace vide', comme vous dites : c'est intentionnel. En fait, je ne partage pas l'idée selon laquelle la musique doit servir à souligner de façon dramatique, joyeuse ou persuasive, certains passages du film. Je cois à l'inverse que dans un film, les images n'ont pas besoin du support musical, qu'elles se suffisent à elle-même pour créer une certaine impulsion..."
Si Antonioni utilise le média cinéma pour dérouler une narration longuement détaillée des relations entre ses personnages, il s’engage systématiquement dans une exploration photographique du cadre de ses films. Ce passage continuel entre le mouvement du récit et une observation méditative du champ filmique s’appuie dans ses premiers films sur un emploi très limité des mouvements de caméra. À la manière de Yasujirō Ozu, son cadrage fixe préexiste souvent à l’arrivée des acteurs et subsiste après leur départ. Le cinéaste scrute à la fois toute la gamme des expressions de ses acteurs et invite le spectateur, par des successions de plans fixes, à observer, sur de longues séquences, les lieux du récit. Cet attachement à un média quasi-photographique, qui n’impose pas une lecture passive, donne aux films d’Antonioni une facture encore particulièrement moderne. Cette attention portée au séquençage d’images fixes, qui libèrent l’errance du regard, traverse son œuvre et se renouvèle avec l’irruption de la couleur. Avec son premier film en couleur (Le désert rouge, 1964), Antonioni cède, comme ses contemporains (Jean-Luc Godard, Jacques Demy), à un interventionnisme par touches, ou plus global, sur la couleur de ses décors. Avec Blow-up (1966), dont le personnage est inspiré du photographe David Bailey, c'est le noir et blanc qui est réinséré dans un univers coloré par le biais des costumes, des maquillages et de certains décors. La camera d'Antonioni se libère alors pour suivre le mouvement de son personnage principal : panoramique, travelling, camera portée ou embarquée, zoom, le réalisateur explore le champ des possibilités techniques. Mais aucun de ces effets de tournage n'est gratuit, il accompagne, les gestes, les mouvements, les translations ou imprime un rythme. Dans les scènes d'émeutes à Los Angeles (Zabriskie Point, 1970), ses prises de vues évoquent clairement un reportage journalistique, le procédé est repris quelques années plus tard (Profession : reporter, 1975), et son recours au support vidéo (emprunt réel ou factice) brouille les pistes d'un tournage fictif classique et empile les points de vue du récit. Pour la mise en image de Zabriskie Point, Antonioni se frotte à l'univers de la photographie américaine (Robert Frank, Saul Leiter, Ernst Haas) : les couleurs se saturent, les focales longues écrasent les plans qui tendent à l'abstraction. Il joue de l'accumulation des messages visuels, essentiellement publicitaires, pour souligner les dissonances entre une société de consommation débridée et les aspirations individuelles émergentes de l'époque. À ce stade de son travail, chaque plan fixe se prête à l'analyse photographique : rappel de couleur, décadrage, écrasement de perspective, zones de flou, contraste d'exposition, le réalisateur soigne sans relâche son cadrage.
La recherche photographique d'Antonioni donne une importance prégnante à ses lieux de tournage, des sites alternant entre une exiguïté où les personnages s’entrechoquent et des terrains vastes où l’individu n’a plus de réelle prise, à la lisière entre des parcelles déjà modernisées par la civilisation industrielle et des espaces encore en devenir, vagues et indécis.
Le champ filmique d’Antonioni est souvent érigé en topos. Le parc de Blow-Up où se déroule le crime est l’objet d’une inspection méticuleuse avant et après les événements. Clos comme une scène, le lieu devient le motif d’une mise en abyme totale. Antonioni filme le site, filme un photographe à l’œuvre sans intention précise avant que les images prises soient elles-mêmes scrutées en agrandissements progressifs jusqu’à l’émergence d’un indice. De l’observation, de la réflexion semble inéluctablement se détacher une vérité. C’est bien la narration qui dirige le récit sur un lieu, mais le constat final, car la caméra revient toujours sur le site, ne montre plus de trace de l’intervention humaine, trop fugace, sans impact sur l’espace et le temps. Dans L'Éclipse (1962), le lieu du premier baiser entre Monica Vitti et Alain Delon est longuement revisité par des multiples plans fixes, utilisant tous les points de vue, toutes les focales et toutes les heures de la journée pour une autopsie photographique complète du site. Le lieu aura existé fortement dans la relation des personnages, il en reste un indice (un bout de bois que Monica Vitti jette dans un tonneau d’eau), mais sa disparition est inéluctable. Ainsi, la scène finale de Profession : Reporter (1975), se focalise totalement sur le topos, dans un mouvement célèbre de travelling avant passant à travers une grille séparant une pièce et une place extérieure, la camera progresse dans la durée et dans l'espace sans tenir compte de l’action. Le sort des personnages qui entrent et sortent du champ est scellé, puis la scène se vide sans que le drame n’en modifie l’essence.
Les personnages d’Antonioni sont souvent mus par une quête profonde et intime qu’ils tentent de définir. Ils nous apparaissent à des moments de rupture, relancés par une décision cruciale, mais se retrouvent ballotés par des évènements inattendus qui les engagent un temps et dont ils s’enfuient, pour finalement se retrouver dans leur incertitude initiale. Sam Shepard dans Zabriskie Point, dont le personnage conserve une attitude individualiste et décalée au sein des mouvements sociaux, dit : « une fois j'ai voulu changer de couleur [de peau], ça n'a pas marché, alors j'ai fait marche arrière ». L'usurpation d'identité opportune de Jack Nicholson dans Profession : Reporter relève de cette même quête identitaire. Elle anime aussi David Hemmings, dans Blow-Up, passant frénétiquement du milieu des apparences (la photographie de mode, en couleur) qu'il méprise visiblement à celui de la réalité sociale londonienne (photographiée en noir et blanc) dans laquelle il ne peut que s'immerger brièvement.
Dans un entretien accordé à Serge Kaganski en 2004, Jean-Luc Godard juge à regret qu'Antonioni est le cinéaste qui a le plus influencé le cinéma contemporain. Il considère par exemple qu'un cinéaste comme Gus Van Sant fait du « sous-Antonioni ».

## Postérité

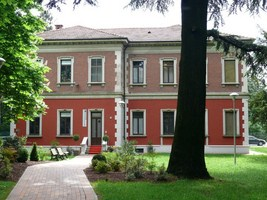
L'Istituto cinematografico Michelangelo Antonioni (ICMA) à Busto Arsizio.

Dans sa dernière interview avant l'attaque cérébrale qui l'a frappé en 1985, Maurizio Costanzo lui a demandé s'il croyait en Dieu et il a répondu qu'il avait la foi. Antonioni s'est toutefois dit athée dans son ouvrage Comincio a capire : « Si vous, les chrétiens, vous vous souciiez autant de Dieu que moi en tant qu'athée, vous seriez tous des saints ».
L'Istituto cinematografico Michelangelo Antonioni (ICMA) a été fondé en 2008 à Busto Arsizio, là où le réalisateur a reçu son dernier prix d'honneur. L'institut a pour objet la formation de nouveaux talents cinématographiques. Depuis 2010, le Festival international du film de Bari récompense le meilleur court métrage de l'année par un prix portant le nom de Michelangelo Antonioni.
En mars 2011, sa petite-fille Elisabetta Antonioni a fondé l'Associazione Michelangelo Antonioni, dont le but est de promouvoir l'étude de l'activité artistique et culturelle du maestro italien et de diffuser les œuvres acquises par le Fonds Antonioni de la mairie de Ferrare.
Le 29 septembre 2012, la municipalité de Ferrare a organisé une grande fête pour le centenaire du réalisateur, natif de la commune.

## Filmographie

### Réalisateur
Note : Michelangelo Antonioni était également scénariste des films qu'il a réalisés.

#### Courts métrages
Note : Les courts métrages de Michelangelo Antonioni sont tous des documentaires.
- 1943 : Les Gens du Pô (it) (Gente del Po)
- 1948 : Roma-Montevideo
- 1948 : Nettoyage urbain (it) (N. U. - Nettezza urbana)
- 1948 : Plus loin, l'oubli (Oltre l'oblio)
- 1949 : La Rayonne (it) (Sette canne, un vestito)
- 1949 : Superstizione
- 1949 : Mensonge amoureux (L'amorosa menzogna)
- 1950 : La Villa des monstres (La villa dei mostri)
- 1950 : Le Téléphérique du mont Faloria (La funivia del Faloria)
- 1983 : Ritorno a Lisca Bianca
- 1989 : Kumbha Mela, sur l'Inde
- 1993 : Connu, amandiers, volcan, Stromboli, carnaval (Noto, Mandorli, Vulcano, Stromboli, Carnevale)
- 1997 : Sicilia
- 2004 : Le Regard de Michelangelo (it) (Lo sguardo di Michelangelo)

#### Longs métrages
- 1950 : Chronique d'un amour (Cronaca di un amore)
- 1953 : La Dame sans camélia (La signora senza camelie)
- 1953 : Les Vaincus (I vinti)
- 1953 : L'Amour à la ville (L'amore in città), segment Tentative de suicide (Tentato suicidio)
- 1955 : Femmes entre elles (Le amiche)
- 1957 : Le Cri (Il grido)
- 1960 : L'avventura
- 1961 : La Nuit (La notte)
- 1962 : L'Éclipse (L'eclisse)
- 1964 : Le Désert rouge (Il deserto rosso)
- 1965 : Les Trois Visages (I tre volti), segment Le Bout d'essai (Il provino)
- 1966 : Blow-Up
- 1970 : Zabriskie Point
- 1972 : Chung Kuo, la Chine (Chung Kuo, Cina) (documentaire)
- 1975 : Profession : reporter (Professione : reporter)
- 1980 : Le Mystère d'Oberwald (Il mistero di Oberwald)
- 1982 : Identification d'une femme (Identificazione di una donna)
- 1989 : 12 registi per 12 città, coréalisation promotionnelle pour la Coupe du monde de football de 1990 en Italie, segment Roma
- 1995 : Par-delà les nuages (Al di là delle nuvole), coréalisé avec Wim Wenders
- 2004 : Eros, segment Il filo pericoloso delle cose

### Scénariste
- 1942 : Un pilote revient (Un pilota ritorna) de Roberto Rossellini
- 1942 : Dans les catacombes de Venise (I due Foscari) d'Enrico Fulchignoni
- 1947 : Chasse tragique (Caccia tragica) de Giuseppe De Santis
- 1952 : Le Cheik blanc (Lo sceicco bianco) de Federico Fellini

### Producteur
- 1988 : Liv d'Edoardo Ponti (P)

### Lui-même
- Chambre 666 de Wim Wenders (interview sur l'« avenir du cinéma ») en 1982

## Publications
- Fare un film é per me vivere : scritti sul cinema, Venezia, Marsilio, 1994
- I film nel cassetto, Venezia, Marsilio, 1995
- Sul cinema, Venezia, Marsilio, 2004
- Avec Julio Cortázar, Io sono il fotografo. Blow-up e la fotografia, 2018

## Prix, distinctions et hommages

### Distinction
- : chevalier grand-croix de l'ordre du Mérite de la République italienne, le 18 novembre 1992[50]

### Récompenses
- 1948 : Ruban d'argent du meilleur documentaire pour Nettezza urbana (Nettoyage urbain)
- 1950 : Ruban d'argent du meilleur documentaire pour L'Amorosa menzogna (Mensonge amoureux)
- 1951 : Ruban d'argent spécial pour les valeurs humaines et stylistiques pour Chronique d'un amour (Cronaca di un amore)
- 1955 : Lion d'argent à la Mostra de Venise pour Femmes entre elles (Le amiche)
- 1956 : Ruban d'argent du meilleur réalisateur de film italien pour Femmes entre elles (Le amiche)
- 1957 : Léopard d'or au festival international du film de Locarno pour Le Cri (Il grido)
- 1960 : Prix du jury au festival de Cannes pour L'avventura
- 1961 à la Berlinale :
  - Ours d'or du meilleur film pour La Nuit (La notte)
  - Prix Fipresci pour l'ensemble de son travail
- 1962 : Ruban d'argent du meilleur réalisateur de film italien pour La Nuit (La notte)
- 1962 : Prix spécial du jury au festival de Cannes pour L'Éclipse (L'eclisse)
- 1964 à la Mostra de Venise :
  - Lion d'or pour Le Désert rouge (Il deserto rosso)
  - Prix Fipresci pour Le Désert rouge (Il deserto rosso)
- 1967 : Palme d'or au festival de Cannes pour Blow-Up
- 1967 : NSFC Award du meilleur réalisateur pour Blow-up
- 1968 : Ruban d'argent du meilleur réalisateur de film étranger pour Blow-up
- 1968 : Prix du Syndicat français de la critique de cinéma et des films de télévision (meilleur film étranger) pour Blow-up
- 1976 : Ruban d'argent du meilleur réalisateur de film italien pour Profession : reporter (Professione : reporter)
- 1976 : Prix Luchino Visconti aux David di Donatello
- 1976 : Bodil du meilleur film européen pour Profession : reporter (Professione : reporter)
- 1982 : Prix du XXXVe anniversaire au festival de Cannes pour Identification d'une femme (Identificazione di una donna)
- 1983 : Lion d'or à la Mostra de Venise pour sa carrière
- 1991 : Prix François Truffaut au festival du film de Giffoni
- 1993 : Prix pour sa performance aux prix du cinéma européen
- 1995 : Prix Fipresci à la Mostra de Venise pour Par delà les nuages (Al di là delle nuvole)
- 1995 : Grand prix spécial des Amériques au festival des films du monde de Montréal à l'occasion du centenaire du cinéma, pour son exceptionnelle contribution à l'art cinématographique
- 1995 : Prix d'honneur aux Oscars du cinéma
- 1995 : Griffon d'or pour la carrière au festival du film de Giffoni
- 1996 : prix pour la carrière au festival international du film d'Istanbul
- 1998 : Prix Pietro Bianchi du SNGCI à la Mostra de Venise
- 2000 : Prix pour la carrière au festival du film Flaiano
- 2001 : NFSC Award spécial pour l'intelligence exemplaire, la créativité et l'intégrité de sa carrière longue d'un demi-siècle
- 2004 : Prix Fipresci du meilleur court métrage au festival international du film de Valladolid pour Lo sguardo di Michelangelo (Le Regard de Michelangelo)

#### Ouvrages
- Fabio Carpi, Antonioni, Parme, Guanda, 1958.
- Pierre Leprohon, Antonioni, Paris, Seghers, coll. « Cinéma d'aujourd'hui », 1961.
- Roger Tailleur et Paul-Louis Thirard, Antonioni, Paris, Éditions universitaires, coll. « Classiques du cinéma », 1963.
- Francis Vanoye, Gabrielle Lucantonio, Profession : reporter, Michelangelo Antonioni, Paris, Nathan, 1993.
- Joëlle Mayet Giaume, Michelangelo Antonioni : le fil intérieur, Crisnée, Belgique, Yellow Now, 1990.
- René Prédal, Michelangelo Antonioni ou la vigilance du désir, Paris, Le Cerf, coll. « 7e art », 1991.
- Céline Scemama, Antonioni : le désert figuré, Paris, L'Harmattan, 1998.
- José Moure, Michelangelo Antonioni, cinéaste de l'évidement, Paris, Champs visuels, 2001.
- Alain Bonfand, Le Cinéma de Michelangelo Antonioni, Paris, Images Modernes, 2003.
- Aldo Tassone (trad. Caecillia Pieri), Antonioni, Paris, Flammarion, coll. « Champs », 2007.
- Stig Björkman (trad. Anne-Marie Teinturier), Michelangelo Antonioni, Paris, Cahiers du cinéma, coll. « Grands cinéastes », 2007.
- Seymour Chatman et Paul Duncan, Michelangelo Antonioni - filmographie complète, Paris, Taschen, 2008.

#### Articles
- Roland Barthes, « Cher Antonioni », dans Cahiers du cinéma, no 311 (mai 1980).
- Analyse de l'œuvre d'Antonioni par le théoricien du cinéma Jean-François Tarnowski, dans la revue Positif.
- Pierre Haski, « Antonioni montre la Chine de Mao comme on ne l'a jamais vue », sur Rue89, nouvelobs.com, 9 avril 2009.

### Filmographie
- 1966 : Michelangelo Antonioni storia di un autore (Antonioni : documents et témoignages), documentaire pour la télévision de Gianfranco Mingozzi
- 1982 : Chambre 666, documentaire pour la télévision de Wim Wenders avec Antonioni
- 1996 : Fare un film per me è vivere (Faire un film pour moi c'est vivre), documentaire pour la télévision d'Enrica Antonioni sur le tournage de Par-delà les nuages
- 2015 : Tutto Bianco, documentaire par Morena Campani et Caroline Agrati ; voir : « Images de la culture », sur cnc.fr (consulté le 5 avril 2019)